# Бербанк (Іллінойс)
Бербанк (англ. Burbank) — місто (англ. city) в США, в окрузі Кук штату Іллінойс. Населення — 29 439 осіб (2020).

## Географія
Бербанк розташований за координатами 41°44′40″ пн. ш. 87°46′7″ зх. д. / 41.74444° пн. ш. 87.76861° зх. д. (41.744424, -87.768523).  За даними Бюро перепису населення США в 2010 році місто мало площу 10,81 км², уся площа — суходіл.

## Демографія
Згідно з переписом 2010 року, у місті мешкало 28 925 осіб у 9287 домогосподарствах у складі 7247 родин. Густота населення становила 2677 осіб/км².  Було 9721 помешкання (900/км²).
Расовий склад населення:
| - 81,7 % — білих - 2,5 % — азіатів - 1,9 % — чорних або афроамериканців - 0,4 % — корінних американців - 11,2 % — осіб інших рас |

До двох чи більше рас належало 2,2 %. Частка іспаномовних становила 26,6 % від усіх жителів.
За віковим діапазоном населення розподілялося таким чином: 24,5 % — особи молодші 18 років, 62,2 % — особи у віці 18—64 років, 13,3 % — особи у віці 65 років та старші. Медіана віку мешканця становила 36,8 року. На 100 осіб жіночої статі у місті припадало 98,2 чоловіків;  на 100 жінок у віці від 18 років та старших — 96,1 чоловіків також старших 18 років.
Середній дохід на одне домашнє господарство  становив 64 880 доларів США (медіана — 53 105), а середній дохід на одну сім'ю — 71 875 доларів (медіана — 61 117). Медіана доходів становила 41 275 доларів для чоловіків та 35 027 доларів для жінок. За межею бідності перебувало 13,2 % осіб, у тому числі 20,5 % дітей у віці до 18 років та 8,7 % осіб у віці 65 років та старших.
Цивільне працевлаштоване населення становило 12 714 особи. Основні галузі зайнятості: освіта, охорона здоров'я та соціальна допомога — 17,1 %, виробництво — 14,7 %, роздрібна торгівля — 13,7 %.